# Матчин, Борис Михайлович
Борис Михайлович Матчин (англ. Boris Matchin; род. 4 февраля 1971 года, Москва) — российско-германский виолончелист.
Окончил Музыкальное училище имени Гнесиных (1990), затем учился в тель-авивской Академии Рубина (1990—1992), Манхэттенской школе музыки (1992—1993), Берлинском университете искусств (1994—1995). С 1997 г. живёт и работает в Гамбурге. В 1998 г. завоевал первую премию на проводящемся в городе Конкурсе имени Элизы Майер.
После смерти Эмиля Клейна (2004) Матчин занял место концертмейстера виолончелей и художественного руководителя камерного оркестра «Гамбургские солисты». Он также выступает в составе Гамбургского дуэта виолончелистов (с Амадеусом Темплтоном) и Натан-квартета. В качестве приглашённого музыканта участвовал в записи альбома «Lichtgestalt» группы Lacrimosa (2005).